# Bendrinė kalba
Bendrinė kalba („język ogólny”) – litewskie czasopismo językoznawcze, wydawane od 1961 roku. Porusza zagadnienia z dziedziny kultury języka.
Jego wydawcą jest Instytut Języka Litewskiego (do 1991 Instytut Języka i Literatury Litewskiej). W latach 1961–2014 wychodziło jako „Kalbos kultūra” („kultura językowa”).